# Mário Gomes de Barros
Mário Gomes de Barros (Colônia Leopoldina, 30 de março de 1902 — Recife, 3 de julho de 1976) foi um político, dirigente esportivo e advogado brasileiro.

## Biografia
Filho de Laurentino Gomes de Barros e de Amália Maia Gomes Gomes de Barros, nasceu no Engenho Amapá, na cidade de Colônia Leopoldina, em Alagoas. Seus pais, católicos, tiveram doze filhos.
Casou-se com Ester Lopes Gomes de Barros e tiveram dois filhos, Geraldo Gomes de Barros e Lúcia Gomes de Barros Lins.
Morreu vítima de um infarto cardíaco violento em 3 de junho de 1976, em Recife, durante visita a sua filha Lúcia Gomes de Barros.

## Família
A família Gomes de Barros era tradicional de Alagoas e tiveram relevância política e social na região. O pai de Mário Gomes de Barros, Laurentino, era senhor do Engenho Riachão, em Camaragibe, e do Engenho Riacho do Paraíso, em São Luiz do Quitunde. Foi também capitão da Guarda Nacional e segundo Delegado de Camaragibe. Ocupou outros cargos de relevância em Alagoas, como delegado de polícia em Passo de Camaragibe, tenente-coronel, coronel e comandante do 13º Batalhão de Infantaria da Guarda Nacional.
Dos seus onze irmãos, dois exerceram cargos políticos: Carlos Gomes de Barros e Antônio Gomes de Barros.

## Estudos
Concluiu os estudos primários no Colégio 11 de Janeiro, em Maceió. Ainda durante a juventude, jogou futebol no Clube de Regatas Brasil (CRB). Entre 1939 e 1940 foi capitão do time.
Estudou na Faculdade de Direito do Recife, hoje Universidade Federal de Pernambuco, na qual se tornou bacharel no curso de direito.

## Carreira Política
Já em 1933, tornou-se prefeito de União dos Palmares. Sai deste cargo para, em 1935, assumir o mandato de deputado estadual, no qual continuou até 1937, ano em que todos os cargos legislativos foram suspensos pelo Estado Novo.
Ainda em 1937, assumiu novamente a prefeitura de União dos Palmares, na qual permaneceu até 1941.
Em 1946, tornou-se representante de Alagoas na Assembléia Nacional Constituinte pela União Democrática Nacional (UDN), da qual ocupou o diretório de Alagoas posteriormente e em 1950, elegeu-se suplente deputado federal de Alagoas, cargo que assumiu no ano seguinte e em que permaneceu até 1955.
Em 1965, mudou para a Aliança Renovadora Nacional (Arena), principalmente pela dissolução dos partidos políticos com a instituição do Ato Institucional 2 (AI 2).
Em 1966, foi suplente do candidato eleito Rui Palmeira para Senador, também pela UDN. Entre 1969 e 1971 assumiu o cargo de Rui Palmeira no senado devido ao seu falecimento, em 1968.

## Influência agrícola
Em 1944, passou a fazer parte do Conselho de Administração do Instituto do Açúcar e do Álcool (IAA).
Por vir de uma família de forte relevância agrícola e política em Alagoas, Mario Gomes de Barros também exerceu liderança sobre a produção de cana no Estado. Ter terras e posses na produção agrícola e industrial da região o levou a ser membro da Cooperativa de Banguezeiros e Fornecedores de Cana.